# Горња Буквица
Горња Буквица је насељено мјесто у граду Горажду, Босна и Херцеговина.

## Становништво
|         | 2013.       | 1991.        | 1981.        | 1971.       |
| Укупно  | 11 (100,0%) | 43 (100,0%)  | 48 (100,0%)  | 34 (100,0%) |
| Бошњаци | 11 (100,0%) | 30 (69,77%)1 | 29 (60,42%)1 | –           |
| Срби    | –           | 13 (30,23%)  | 19 (39,58%)  | 34 (100,0%) |

1. 1 На пописима од 1971. до 1991. Бошњаци су пописивани углавном као Муслимани.